# 古典魏玛
古典魏玛是一个世界遗产，包括德国城市魏玛市内和市郊多座与魏玛古典主义有关的建筑。1998年12月2日，联合国教科文组织根据其艺术性，以及魏玛在18世纪和19世纪初曾是欧洲的一个文化中心的历史事实，将其列入世界遗产名录。

## 建筑
- 歌德故居和席勒故居，均为巴洛克风格，分别建于建于1707-1709年[1]和1777年[1]
- 圣彼得和保罗教堂、赫尔德故居和巴洛克风格老中学[1]
- 魏玛宫，市中心的四翼宫殿，内部为古典主义风格[1]
- 太后宫，包括一组二、三层巴洛克风格建筑，安娜·阿玛利亚公爵夫人图书馆, 主楼为三层巴洛克风格建筑，以及大公国王侯墓室和历史公墓[1]
- 伊尔姆公园，包括歌德花园[1]
- 美景宫（Schloss Belvedere），两层巴洛克宫殿，连接U形橘园[1]
- 蒂尔福特宫，两层巴洛克风格建筑[1]
- Ettersburg宫，四层建筑，包括三翼和一个庭院[1]
- 维兰德庄园，包括四翼和一个中央庭院[1]